# كولا بوف
كولا بوف هي روائية سودانية أمريكية.

## أعمالها
- الجزء المثير من الكتاب المقدس (2011) ، ISBN   1-936070-96-0
- يوميات فتاة ضائعة (2006) ، (ردمك 0-971201-98-6)
- اللحم والشيطان (2004) ، (ردمك 0-971201-97-8)